# 細川立之
細川 立之（ほそかわ たつゆき）は、肥後宇土藩の第7代藩主。

## 生涯
天明4年（1784年）5月14日、第6代藩主・細川立礼（のちの細川斉茲）の長男として生まれる。天明7年（1787年）9月19日、父・立礼（改め斉茲）が宗家の熊本藩を継いだため、わずか4歳で宇土藩主となった。寛政11年（1799年）10月1日、将軍徳川家斉に拝謁する。同年12月18日、従五位下・和泉守に叙任する。しかし藩政においては父の倹約財政政策と違って、新田開発や検見法の採用、緊縮財政政策など、本家と違う財政政策を行なって成功を収めた。
父に先立って文政元年（1818年）6月18日に死去した。享年35。跡を長男の立政が継いだ。立政（のちの細川斉護）ものちに、熊本藩主を継いでいた立之の弟・斉樹の跡を継いだため、その跡は次男の之寿改め行芬が継承している。

## 系譜
父母
- 細川立礼（斉茲）（父）
- 八千姫、恵眼院 - 岩城隆恭の娘（母）

正室
- 栄昌院 - 土井利厚の娘

子女
- 細川立政（斉護）（長男） 生母は栄昌院
- 細川行芬（次男） 生母は栄昌院
- 寿 - 渡辺潔綱正室
- 娘